# Clino-suenoite
La clino-suenoite (simbolo IMA: Csue) è un raro minerale del supergruppo dell'anfibolo, all'interno del quale viene collocato nel "gruppo degli anfiboli con W(OH,F,Cl)-dominante" e da lì al sottogruppo degli anfiboli di magnesio-ferro-manganese dove occupa un posto nel "gruppo contenente la radice suenoite nel nome"; essendo un anfibolo, appartiene agli inosilicati e pertanto alla famiglia minerale dei "silicati", e possiede composizione chimica ☐Mn2+2Mg5Si8O22(OH)2.

## Etimologia e storia
Precedentemente chiamata manganocummingtonite (per via della sua relazione con la cummingtonite e al suo contenuto di manganese) e tirodite (dal luogo in cui è stata trovata, la miniera di "Tirodi" nel distretto di Balaghat, India), ha acquisito il suo nome attuale in seguito alla revisione degli anfiboli del 2012 e per la sua relazione con la suenoite, oltre che al fatto che cristallizza nel sistema monoclino.
La tirodite in realtà è una specie non più riconosciuta perché a seconda dei campioni trovati, e dopo più attente analisi, si è dimostrata essere diversi minerali (tra cui anche la clino-suenoite), anche se ufficialmente il suo nome è cambiato in parvowinchite.

## Classificazione
La classica nona edizione della sistematica dei minerali di Strunz, aggiornata dall'Associazione Mineralogica Internazionale (IMA) fino al 2009, elenca la clino-suenoite sia con il nome manganocummingtonite, che con il nome tirodite (quest'ultima però risulta già essere non più accreditata come specie minerale a sé); le sistema entrambe nella classe "9. Silicati (germanati)" e da lì nella sottoclasse "9.D Inosilicati"; questa viene ulteriormente suddivisa in base alla struttura cristallina del minerale, in modo tale che tirodite e manganocummingtonite possano essere trovate nella sezione "9.DE Inosilicati con catene doppie di periodo 2, Si4O11; clinoanfiboli" dove formano il sistema nº 9.DE.05.
Tale classificazione resta in parte invariata anche nell'edizione successiva, proseguita dal database "mindat.org", nella quale la clino-suenoite resta nelle stesse classe, sottoclasse e sezione, solo che qui fa parte del sistema nº 9.DE.
Nella Sistematica dei lapis (Lapis-Systematik) di Stefan Weiß la clino-suenoite è elencata nella classe dei "silicati" e nella sottoclasse degli "inosilicati", dove si trova nel "gruppo degli anfiboli [con struttura] [Si4O11]6- a due bande; anfiboli Mg-Fe-Mn", dove forma il sistema nº VIII/F.07 insieme a clino-ferri-holmquistite, grunerite, cummingtonite, clino-ferro-suenoite, clino-holmquistite e clino-ferro-ferri-holmquistite.

## Abito cristallino
La clino-suenoite cristallizza nel sistema monoclino nel gruppo spaziale C2/m (gruppo nº 12) con i parametri reticolari a = 9,6128(11) Å, b = 18,073(2) Å, c = 5,3073(6) Å, β = 102,825(2)°, oltre ad avere 2 unità di formula per cella unitaria.

## Origine e giacitura
La clino-suenoite è stata rinvenuta nello scisto formato da quarzo, specularite e antofillite; la paragenesi è con braunite, rodonite, spessartina, tiragalloite e pirofanite.
La clino-suenoite è rara ed è stata trovata in poco meno di trenta siti sparsi per il mondo; Qui si ricorda solo la sua località tipo, i ghiacciai di Scerscen (46.3408°N 9.85791°E) nei pressi di Lanzada (Lombardia, Italia).

## Forma in cui si presenta in natura
La clino-suenoite è stata trovata sotto forma di cristalli prismatici o aciculari, a volte anche in aggregati stellati. L'aspetto è molto simile a quello della cummingtonite e a quello dei membri della serie actinolite–tremolite. Il minerale è trasparente con lucentezza vitrea; il colore può essere giallo pallido, giallo miele, giallo-marrone a marrone chiaro, bianco (se in fibre sottili), da verde oliva a verde scuro oppure rosa.

## Proprietà ottiche
La clino-suenoite mostra un visibile pleocroismo con colori giallo pallido lungo {\displaystyle x}, da giallo ad arancione pallido lungo {\displaystyle y} e arancione-marrone lungo {\displaystyle z}.